# 拉梅薩區
8°9′N 81°11′W / 8.150°N 81.183°W
拉梅薩區（西班牙語：Distrito de La Mesa），是巴拿馬的一個行政區，位於該國中西部，由貝拉瓜斯省負責管轄，始建於1824年，面積511平方公里，2010年人口11,631，人口密度每平方公里22.76人。